# Christian Noboa
Christian Fernando Noboa Tello (Guayaquil, Ecuador; 9 de abril de 1985) es un futbolista ecuatoriano. Juega como centrocampista en el Club Sport Emelec de la LigaPro.

## Trayectoria

### Emelec
Christian empezó su carrera en el Club Sport Emelec de Ecuador. Se convirtió en titular y con buenas dotes entró en el once inicial. Jugó 89 partidos y anotó 8 goles. Impresionó con sus buenas actuaciones, talento y habilidad a una edad temprana. Sus dos primeras temporadas sufrió con el fantasma de la baja salvándose en las últimas fechas. En el 2006 fue subcampeón de Ecuador con Emelec y con ello clasificó a la Copa Libertadores 2007.

### Rubin Kazán

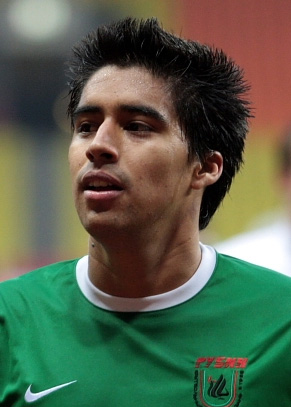
Noboa durante su etapa en el Rubin Kazán.

En el 2007 es transferido al Rubin Kazán de la Liga Premier de Rusia por 1.5 millones de dólares. En 2008 ganó su primer título de la Liga Premier de Rusia y el primero en la historia del equipo, que se repite en el 2009. Noboa fue parte del histórico triunfo del Rubin Kazán al Fútbol Club Barcelona en el mismo Camp Nou en la Liga de Campeones de la UEFA 2009-10.
También en 2010 jugó la Liga Europea de la UEFA, siendo eliminados por el Wolfsburgo de Alemania. En esa temporada de la Liga de Campeones de la UEFA, Noboa anotó un gol de penalti a Víctor Valdés del Fútbol Club Barcelona, en esa edición "El Zar" fue capitán en todos los partidos.

### Dinamo Moscú
El 26 de enero de 2012, Noboa firmó un contrato con el FC Dinamo Moscú. Los detalles del mismo no fueron revelados, aunque algunos medios de comunicación locales aseguraron que el fichaje podría alcanzar los 8 millones de euros. El futbolista ecuatoriano completó 121 partidos con el Rubín y anotó 24 goles. Con el Dinamo jugó la Liga Europa de la UEFA 2012-13.

### PAOK Salónica
El 8 de enero de 2015 se confirma su vinculación al PAOK de Grecia luego de militar por siete años consecutivos en el fútbol ruso.

### F. K. Rostov

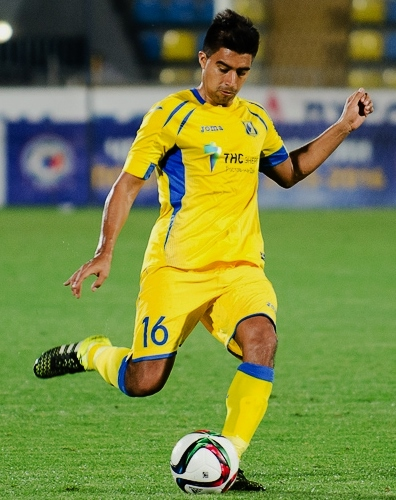
Noboa jugando en el F. K. Rostov.

A mediados de 2015 se desvincula del PAOK de Grecia y regresa al fútbol ruso, firmando con el F. K. Rostov por dos temporadas. Aquí jugó la Liga de Campeones de la UEFA 2016-17 y la Liga Europea de la UEFA 2016-17. El 9 de marzo jugó los octavos de final de Liga Europea de la UEFA 2016-17 frente al equipo de su compatriota Antonio Valencia, el Manchester United, quedando eliminados por un marcador global de 2-1.

### Zenit de San Petersburgo

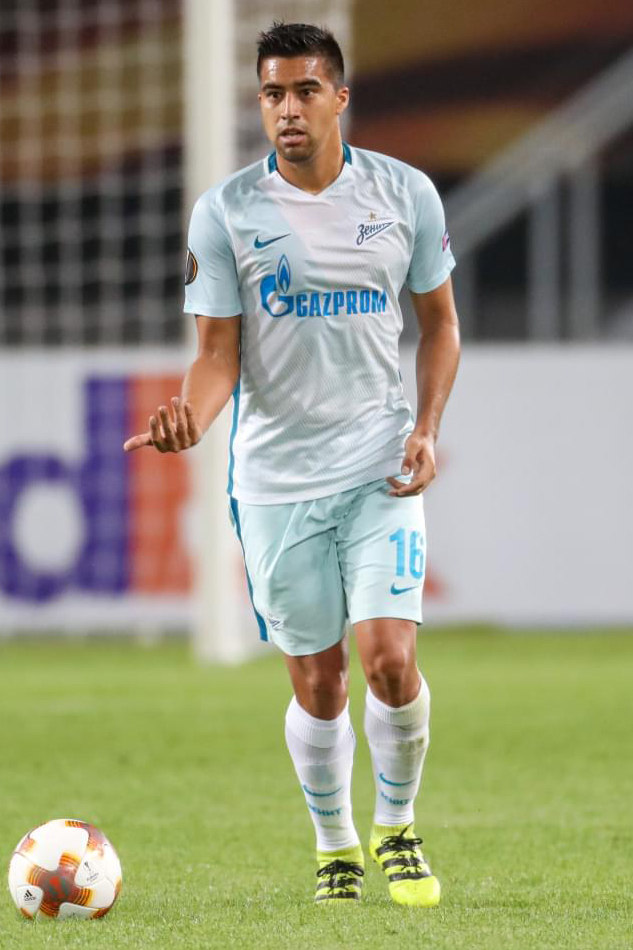
Noboa con el Zenit en un partido de la Liga Europa 2017-18.

Al finalizar su contrato con el Rostov, firmó por tres temporadas con el Zenit de la Liga Premier de Rusia.

### Regreso a Rubin Kazán
A mediados de la temporada 2018 regresó al Rubin Kazán en condición de préstamo por una temporada desde el Zenit.

### PFC Sochi
Para la temporada 2019-20 fue traspasado al PFC Sochi de la Primera División.

## Selección nacional

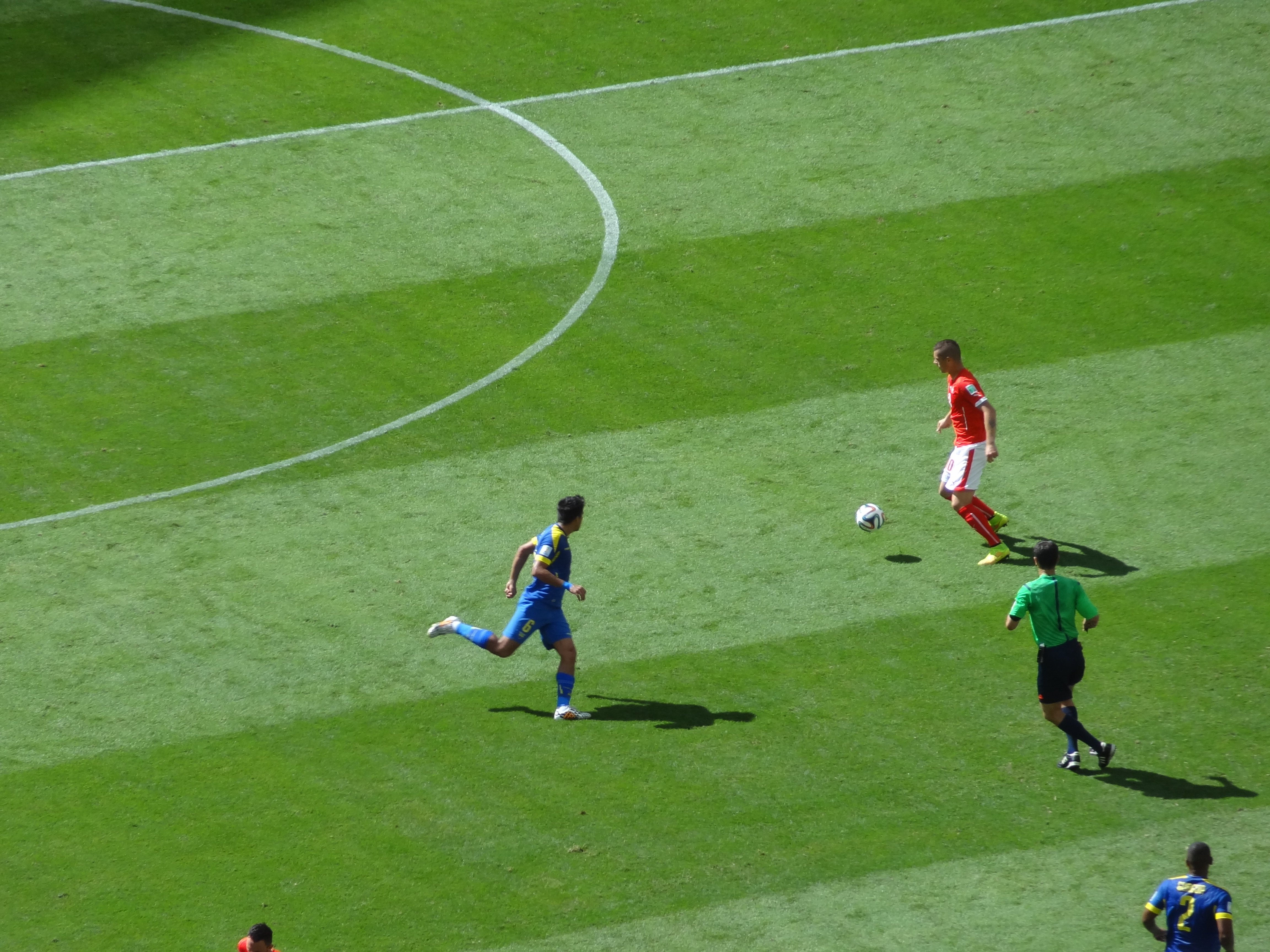
Noboa en el Mundial Brasil 2014 contra Suiza.

Su primera convocatoria a la selección de fútbol de Ecuador se dio a finales de 2006 para dos partidos amistosos no oficiales. La transferencia al fútbol ruso no hizo prácticamente nada por su posibilidades de ser seleccionado por el entonces director del equipo nacional, Luis Fernando Suárez.
Sixto Vizuete lo convoca, y su debut oficial fue frente a Brasil en las Eliminatorias para el mundial en Sudáfrica 2010. En este partido anotó el gol del empate en el minuto 89.
Su segundo gol con la selección fue el 1 de abril de 2009 en el partido contra Paraguay.
Se lo considera como uno de los mejores centrocampistas del Ecuador. El 7 de junio de 2009, en un partido de clasificación al Mundial de Sudáfrica, fue crucial por su liderazgo ofensivo para vencer a la selección del Perú 2-1 en Lima.
El 13 de mayo de 2014 el técnico de la selección ecuatoriana, Reinaldo Rueda, incluyó a Noboa en la lista preliminar de 30 jugadores que representarán a Ecuador en la Copa Mundial de Fútbol de 2014. Fue confirmado en la nómina definitiva de 23 jugadores el 2 de junio.
Christian Noboa inició su camino en la tricolor disputando las eliminatorias de Sudáfrica 2010 al mando de Sixto Vizuete, participando en todos los partidos del 2009 donde marcó dos goles en el empate 1-1 con Brasil de local y el también empate de local de 1-1 frente a Paraguay, a pesar de ser una de la figuras de aquella eliminatoria recibió críticas debido a la poca efectividad que tuvo en los partidos de visita con Bolivia, Colombia y la derrota de 2-1 con Uruguay de local donde se vio superado por Luis Suárez, Edinson Cavani y Diego Forlán. 
Participó en la Copa América 2011 donde siguió un regularidad decente en la tricolor, tuvo su mejor momento en la eliminatorias Brasil 2014 donde fue convocado en un total de 15 partidos pero sólo disputó 13 donde logró tener un gran rendimiento principalmente en los partidos de local para que la tricolor asegurará la clasificación en tierras brasileñas, a pesar de ser confirmado por Reinaldo Rueda en el Mundial Brasil 2014, su rendimiento se vio opacado ante el bajo rendimiento que mostró en la derrota de Suiza 2-1, a su vez sufrió una lesión en el empate de 0-0 con Francia, lo que también se vio reflejado en la relación con Reinaldo Rueda. 
En el segundo periodo de Sixto Vizuete en la tricolor fue convocado en la participación en los cuatro amistosos de 2014, posteriormente cuando Gustavo Quinteros asumió el cargo de la selección ecuatoriana fue convocado en los primeros amistosos disputados a principios de 2015, Copa América 2015 y la Copa América Centenario donde tuvo un rendimiento muy liviano en comparación con la Eliminatoria Brasil 2014, en el año 2015 cuando la tricolor ganó la admiración de muchos con las cuatro victorias consecutivas Christian Noboa junto al equipo de Quinteros fueron los más apreciados del 2015, sin embargo cuando la tricolor vio vermado su rendimiento en el 2016 con las derrotas de local frente Brasil, de visitante de Colombia, Perú y Uruguay donde Christian Noboa destacó por rendimiento muy intermitente, sobre todo en el partido de Uruguay donde otra vez fue superado por Luis Suárez, recibió muchas críticas sin embargo la victoria de Venezuela donde Christian Noboa se destacó de buena forma las críticas se alivianaron, pero ante la llegada de la pésima campaña en 2017 donde para  malestar de Noboa disputó las derrotas de local frente Colombia y Perú, los aficionados o periodistas exigieron la salida de Noboa de la selección al ver que fue uno de los jugadores con más bajo rendimiento en esos encuentros, después de la renuncia de Gustavo Quinteros, la renuncia de Felipe Caicedo a la selección, y las múltiples disputas entre la FEF con los jugadores, no fue convocado para disputar los últimos partidos de la eliminatorias 2018 al mando de Jorge Célico. 
En el año 2018 después de la eliminación de la tricolor del mundial, como la inactividad de los siete meses, la FEF contrato a Hernan Darío Gómez como director técnico de la selección para disputar los partidos amistosos en los últimos meses del 2018, sin embargo en ninguno de ellos Christian Noboa no fue convocado, cuando llegó el 2019 fue convocado en los amistosos con Venezuela y Estados Unidos disputando el primer partido de ellos donde tuvo un rendimiento muy bajo, a pesar de venir en una buena campaña en su club no fue convocado para la Copa América 2019, con el despido de Hernan Darío Gómez como las polémicas futbolísticas por el escándalo del Piso 17, Christian Noboa no se pronunció al respecto, ante la segunda llegada de Jorge Célico para disputar los últimos amistoso de 2019 nuevamente no fue convocado para los partidos. 
en el 2020 con la llegada de un nuevo proceso eliminatorio en Catar 2022, Christian Noboa fue convocado por Gustavo Alfaro para disputar los cuatro partidos del 2020 donde sólo disputó 9 minutos en la victoria de 4 a 2 con Uruguay, en el 2021 fue convocado en el partido amistoso con Bolivia, a pesar de su experiencia en la tricolor y al tener un gran rendimiento en su respectivo equipo, fue marginado de la selección debido a que tuvo discusión con Gustavo Alfaro a quien llamó "vende humo" como la plantilla tricolor, debido a las dos derrotas con Brasil, Perú y la campaña intermitente en la Copa América 2021, posteriormente cuando la clasificación al mundial 2022 con el empate de 1 a 1 con Perú, Christian Noboa se retracto de lo que dijo del director técnico Gustavo Alfaro, manifestando que se "disculpa con él y espera que lo llame para disputar su último Mundial", sin embargo similar al caso de Felipe Caicedo la afición ecuatoriana consideró el regreso de Noboa de la tricolor como innecesaria dado que en palabras de muchos no querían ver jugadores que no hayan confiado en la joven selección o pesimistas del proceso de Gustavo Alfaro, marcando el final de Christian Noboa de la selección. 
Su último partido jugado en la selección fue en el empate con Perú en la Copa América 2021 y su último gol de la tricolor fue en la victoria de 4 a 0 con Haití en la Copa América Centenario 2016.

### Participaciones en Copas del Mundo
| Mundial           | Sede   | Resultado      | Partidos | Goles |
| ----------------- | ------ | -------------- | -------- | ----- |
| Copa Mundial 2014 | Brasil | Fase de grupos | 3        | 0     |

### Participaciones Copa América
| Sede           | Resultado        | Partidos | Goles |
| -------------- | ---------------- | -------- | ----- |
| Argentina      | Primera fase     | 3        | 0     |
| Chile          | Primera fase     | 3        | 0     |
| Estados Unidos | Cuartos de final | 4        | 1     |
| Brasil         | Cuartos de final | 2        | 0     |

### Participaciones en eliminatorias mundialistas
| Mundial                    | Sede      | Año  | Resultado      | Puesto       | Partidos | Goles |
| -------------------------- | --------- | ---- | -------------- | ------------ | -------- | ----- |
| Clasificación Mundial 2010 | Sudáfrica | 2010 | No clasificado | Sexto lugar  | 7        | 2     |
| Clasificación Mundial 2014 | Brasil    | 2014 | Clasificado    | Cuarto lugar | 13       | 0     |
| Clasificación Mundial 2018 | Rusia     | 2018 | No clasificado | Octavo lugar | 15       | 0     |
| Clasificación Mundial 2022 | Catar     | 2022 | Clasificado    | Cuarto lugar | 2        | 0     |

### Partidos internacionales
Actualizado al último partido disputado el 23 de junio de 2021.
| \| N.° \| Fecha \| Ciudad \| Rival \| Resultado \| Resultado \| Competencia \| \| --- \| ------------------------ \| ---------------- \| -------------- \| --------- \| --------- \| --------------------------------------- \| \| 1. \| 29 de marzo de 2009 \| Quito \| Brasil \| 1-1 \| Empate \| Eliminatorias al Mundial Sudáfrica 2010 \| \| 2. \| 1 de abril de 2009 \| Quito \| Paraguay \| 1-1 \| Empate \| Eliminatorias al Mundial Sudáfrica 2010 \| \| 3. \| 7 de junio de 2009 \| Lima \| Perú \| 2-1 \| Victoria \| Eliminatorias al Mundial Sudáfrica 2010 \| \| 4. \| 10 de junio de 2009 \| Quito \| Argentina \| 2-0 \| Victoria \| Eliminatorias al Mundial Sudáfrica 2010 \| \| 5. \| 12 de agosto de 2009 \| Nueva York \| Jamaica \| 0-0 \| Empate \| Amistoso \| \| 6. \| 5 de septiembre de 2009 \| Medellín \| Colombia \| 0-2 \| Derrota \| Eliminatorias al Mundial Sudáfrica 2010 \| \| 7. \| 9 de septiembre de 2009 \| La Paz \| Bolivia \| 3-1 \| Victoria \| Eliminatorias al Mundial Sudáfrica 2010 \| \| 8. \| 10 de octubre de 2009 \| Quito \| Uruguay \| 1-2 \| Derrota \| Eliminatorias al Mundial Sudáfrica 2010 \| \| 9. \| 4 de septiembre de 2010 \| Zapopan \| México \| 2-1 \| Victoria \| Amistoso \| \| 10. \| 7 de septiembre de 2010 \| Barquisimeto \| Venezuela \| 0-1 \| Derrota \| Amistoso \| \| 11. \| 8 de octubre de 2010 \| Nueva York \| Colombia \| 0-1 \| Derrota \| Amistoso \| \| 12. \| 12 de octubre de 2010 \| Montreal \| Polonia \| 2-2 \| Empate \| Amistoso \| \| 13. \| 11 de febrero de 2011 \| La Ceiba \| Honduras \| 1-1 \| Empate \| Amistoso \| \| 14. \| 26 de marzo de 2011 \| Madrid \| Colombia \| 0-2 \| Derrota \| Amistoso \| \| 15. \| 29 de marzo de 2011 \| La Haya \| Perú \| 0-0 \| Empate \| Amistoso \| \| 16. \| 1 de junio de 2011 \| Toronto \| Canadá \| 2-2 \| Empate \| Amistoso \| \| 17. \| 7 de junio de 2011 \| Nueva York \| Grecia \| 1-1 \| Empate \| Amistoso \| \| 18. \| 3 de julio de 2011 \| Santa Fe \| Paraguay \| 0-0 \| Empate \| Copa América 2011 \| \| 19. \| 9 de julio de 2011 \| Salta \| Venezuela \| 0-1 \| Derrota \| Copa América 2011 \| \| 20. \| 13 de julio de 2011 \| Córdoba \| Brasil \| 2-4 \| Derrota \| Copa América 2011 \| \| 21. \| 7 de octubre de 2011 \| Quito \| Venezuela \| 2-0 \| Victoria \| Eliminatorias al Mundial Brasil 2014 \| \| 22. \| 11 de noviembre de 2011 \| Asunción \| Paraguay \| 1-2 \| Derrota \| Eliminatorias al Mundial Brasil 2014 \| \| 23. \| 2 de junio de 2012 \| Buenos Aires \| Argentina \| 0-4 \| Derrota \| Eliminatorias al Mundial Brasil 2014 \| \| 24. \| 10 de junio de 2012 \| Quito \| Colombia \| 1-0 \| Victoria \| Eliminatorias al Mundial Brasil 2014 \| \| 25. \| 12 de octubre de 2012 \| Quito \| Chile \| 3-1 \| Victoria \| Eliminatorias al Mundial Brasil 2014 \| \| 26. \| 17 de octubre de 2012 \| Puerto La Cruz \| Venezuela \| 1-1 \| Empate \| Eliminatorias al Mundial Brasil 2014 \| \| 27. \| 6 de febrero de 2013 \| Guimarães \| Portugal \| 3-2 \| Victoria \| Amistoso \| \| 28. \| 21 de marzo de 2013 \| Quito \| El Salvador \| 5-0 \| Victoria \| Amistoso \| \| 29. \| 26 de marzo de 2013 \| Quito \| Paraguay \| 4-1 \| Victoria \| Eliminatorias al Mundial Brasil 2014 \| \| 30. \| 29 de mayo de 2013 \| Palm Beach \| Alemania \| 2-4 \| Derrota \| Amistoso \| \| 31. \| 7 de junio de 2013 \| Lima \| Perú \| 0-1 \| Derrota \| Eliminatorias al Mundial Brasil 2014 \| \| 32. \| 11 de junio de 2013 \| Quito \| Argentina \| 1-1 \| Empate \| Eliminatorias al Mundial Brasil 2014 \| \| 33. \| 14 de agosto de 2013 \| Guayaquil \| España \| 0-2 \| Derrota \| Amistoso \| \| 34. \| 6 de septiembre de 2013 \| Barranquilla \| Colombia \| 0-1 \| Derrota \| Eliminatorias al Mundial Brasil 2014 \| \| 35. \| 10 de septiembre de 2013 \| La Paz \| Bolivia \| 1-1 \| Empate \| Eliminatorias al Mundial Brasil 2014 \| \| 36. \| 11 de octubre de 2013 \| Quito \| Uruguay \| 1-0 \| Victoria \| Eliminatorias al Mundial Brasil 2014 \| \| 37. \| 15 de octubre de 2013 \| Santiago \| Chile \| 1-2 \| Derrota \| Eliminatorias al Mundial Brasil 2014 \| \| 38. \| 15 de noviembre de 2013 \| Nueva Jersey \| Argentina \| 0-0 \| Empate \| Amistoso \| \| 39. \| 19 de noviembre de 2013 \| Houston \| Honduras \| 2-2 \| Empate \| Amistoso \| \| 40. \| 5 de marzo de 2014 \| Londres \| Australia \| 4-3 \| Victoria \| Amistoso \| \| 41. \| 17 de mayo de 2014 \| Ámsterdam \| Países Bajos \| 1-1 \| Empate \| Amistoso \| \| 42. \| 4 de junio de 2014 \| Miami \| Inglaterra \| 2-2 \| Empate \| Amistoso \| \| 43. \| 15 de junio de 2014 \| Brasilia \| Suiza \| 1-2 \| Derrota \| Mundial Brasil 2014 \| \| 44. \| 20 de junio de 2014 \| Curitiba \| Honduras \| 2-1 \| Victoria \| Mundial Brasil 2014 \| \| 45. \| 25 de junio de 2014 \| Río de Janeiro \| Francia \| 0-0 \| Empate \| Mundial Brasil 2014 \| \| 46. \| 6 de septiembre de 2014 \| Fort Lauderdale \| Bolivia \| 4-0 \| Victoria \| Amistoso \| \| 47. \| 9 de septiembre de 2014 \| Nueva York \| Brasil \| 0-1 \| Derrota \| Amistoso \| \| 48. \| 10 de octubre de 2014 \| East Hartford \| Estados Unidos \| 1-1 \| Empate \| Amistoso \| \| 49. \| 14 de octubre de 2014 \| Nueva York \| El Salvador \| 5-1 \| Victoria \| Amistoso \| \| 50. \| 28 de marzo de 2015 \| Los Ángeles \| México \| 0-1 \| Derrota \| Amistoso \| \| 51. \| 31 de marzo de 2015 \| Nueva York \| Argentina \| 1-2 \| Derrota \| Amistoso \| \| 52. \| 3 de junio de 2015 \| Ciudad de Panamá \| Panamá \| 1-1 \| Empate \| Amistoso \| \| 53. \| 6 de junio de 2015 \| Guayaquil \| Panamá \| 4-0 \| Victoria \| Amistoso \| \| 54. \| 11 de junio de 2015 \| Santiago \| Chile \| 0-2 \| Derrota \| Copa América 2015 \| \| 55. \| 15 de junio de 2015 \| Valparaíso \| Bolivia \| 2-3 \| Derrota \| Copa América 2015 \| \| 56. \| 19 de junio de 2015 \| Rancagua \| México \| 2-1 \| Victoria \| Copa América 2015 \| \| 57. \| 8 de septiembre de 2015 \| Quito \| Honduras \| 2-0 \| Victoria \| Amistoso \| \| 58. \| 8 de octubre de 2015 \| Buenos Aires \| Argentina \| 2-0 \| Victoria \| Eliminatorias al Mundial Rusia 2018 \| \| 59. \| 13 de octubre de 2015 \| Quito \| Bolivia \| 2-0 \| Victoria \| Eliminatorias al Mundial Rusia 2018 \| \| 60. \| 12 de noviembre de 2015 \| Quito \| Uruguay \| 2-1 \| Victoria \| Eliminatorias al Mundial Rusia 2018 \| \| 61. \| 17 de noviembre de 2015 \| Puerto Ordaz \| Venezuela \| 3-1 \| Victoria \| Eliminatorias al Mundial Rusia 2018 \| \| 62. \| 24 de marzo de 2016 \| Quito \| Paraguay \| 2-2 \| Empate \| Eliminatorias al Mundial Rusia 2018 \| \| 63. \| 29 de marzo de 2016 \| Barranquilla \| Colombia \| 1-3 \| Derrota \| Eliminatorias al Mundial Rusia 2018 \| \| 64. \| 25 de mayo de 2016 \| Dallas \| Estados Unidos \| 0-1 \| Derrota \| Amistoso \| \| 65. \| 4 de junio de 2016 \| Pasadena \| Brasil \| 0-0 \| Empate \| Copa América 2016 \| \| 66. \| 8 de junio de 2016 \| Glendale \| Perú \| 2-2 \| Empate \| Copa América 2016 \| \| 67. \| 12 de junio de 2016 \| East Rutherford \| Haití \| 4-0 \| Victoria \| Copa América 2016 \| \| 68. \| 16 de junio de 2016 \| Seattle \| Estados Unidos \| 1-2 \| Derrota \| Copa América 2016 \| \| 69. \| 1 de septiembre de 2016 \| Quito \| Brasil \| 0-3 \| Derrota \| Eliminatorias al Mundial Rusia 2018 \| \| 70. \| 6 de septiembre de 2016 \| Lima \| Perú \| 1-2 \| Derrota \| Eliminatorias al Mundial Rusia 2018 \| \| 71. \| 6 de octubre de 2016 \| Quito \| Chile \| 3-0 \| Victoria \| Eliminatorias al Mundial Rusia 2018 \| \| 72. \| 11 de octubre de 2016 \| La Paz \| Bolivia \| 2-2 \| Empate \| Eliminatorias al Mundial Rusia 2018 \| \| 73. \| 10 de noviembre de 2016 \| Montevideo \| Uruguay \| 1-2 \| Derrota \| Eliminatorias al Mundial Rusia 2018 \| \| 74. \| 15 de noviembre de 2016 \| Quito \| Venezuela \| 3-0 \| Victoria \| Eliminatorias al Mundial Rusia 2018 \| \| 75. \| 23 de marzo de 2017 \| Asunción \| Paraguay \| 1-2 \| Derrota \| Eliminatorias al Mundial Rusia 2018 \| \| 76. \| 31 de agosto de 2017 \| Porto Alegre \| Brasil \| 0-2 \| Derrota \| Eliminatorias al Mundial Rusia 2018 \| \| 77. \| 5 de septiembre de 2017 \| Quito \| Perú \| 1-2 \| Derrota \| Eliminatorias al Mundial Rusia 2018 \| \| 78. \| 26 de marzo de 2019 \| Harrison \| Honduras \| 0-0 \| Empate \| Amistoso \| \| 79. \| 13 de octubre de 2020 \| Quito \| Uruguay \| 4-2 \| Victoria \| Eliminatorias al Mundial Catar 2022 \| \| 80. \| 29 de marzo de 2021 \| Sangolquí \| Bolivia \| 2-1 \| Victoria \| Amistoso \| \| 81. \| 8 de junio de 2021 \| Quito \| Perú \| 1-2 \| Derrota \| Eliminatorias al Mundial Catar 2022 \| \| 82. \| 20 de junio de 2021 \| Río de Janeiro \| Venezuela \| 2-2 \| Empate \| Copa América 2021 \| \| 83. \| 23 de junio de 2021 \| Goiânia \| Perú \| 2-2 \| Empate \| Copa América 2021 \| |                          |                  |                |           |           |                                         |
| N.° | Fecha                    | Ciudad           | Rival          | Resultado | Resultado | Competencia                             |
| 1. | 29 de marzo de 2009      | Quito            | Brasil         | 1-1       | Empate    | Eliminatorias al Mundial Sudáfrica 2010 |
| 2. | 1 de abril de 2009       | Quito            | Paraguay       | 1-1       | Empate    | Eliminatorias al Mundial Sudáfrica 2010 |
| 3. | 7 de junio de 2009       | Lima             | Perú           | 2-1       | Victoria  | Eliminatorias al Mundial Sudáfrica 2010 |
| 4. | 10 de junio de 2009      | Quito            | Argentina      | 2-0       | Victoria  | Eliminatorias al Mundial Sudáfrica 2010 |
| 5. | 12 de agosto de 2009     | Nueva York       | Jamaica        | 0-0       | Empate    | Amistoso                                |
| 6. | 5 de septiembre de 2009  | Medellín         | Colombia       | 0-2       | Derrota   | Eliminatorias al Mundial Sudáfrica 2010 |
| 7. | 9 de septiembre de 2009  | La Paz           | Bolivia        | 3-1       | Victoria  | Eliminatorias al Mundial Sudáfrica 2010 |
| 8. | 10 de octubre de 2009    | Quito            | Uruguay        | 1-2       | Derrota   | Eliminatorias al Mundial Sudáfrica 2010 |
| 9. | 4 de septiembre de 2010  | Zapopan          | México         | 2-1       | Victoria  | Amistoso                                |
| 10. | 7 de septiembre de 2010  | Barquisimeto     | Venezuela      | 0-1       | Derrota   | Amistoso                                |
| 11. | 8 de octubre de 2010     | Nueva York       | Colombia       | 0-1       | Derrota   | Amistoso                                |
| 12. | 12 de octubre de 2010    | Montreal         | Polonia        | 2-2       | Empate    | Amistoso                                |
| 13. | 11 de febrero de 2011    | La Ceiba         | Honduras       | 1-1       | Empate    | Amistoso                                |
| 14. | 26 de marzo de 2011      | Madrid           | Colombia       | 0-2       | Derrota   | Amistoso                                |
| 15. | 29 de marzo de 2011      | La Haya          | Perú           | 0-0       | Empate    | Amistoso                                |
| 16. | 1 de junio de 2011       | Toronto          | Canadá         | 2-2       | Empate    | Amistoso                                |
| 17. | 7 de junio de 2011       | Nueva York       | Grecia         | 1-1       | Empate    | Amistoso                                |
| 18. | 3 de julio de 2011       | Santa Fe         | Paraguay       | 0-0       | Empate    | Copa América 2011                       |
| 19. | 9 de julio de 2011       | Salta            | Venezuela      | 0-1       | Derrota   | Copa América 2011                       |
| 20. | 13 de julio de 2011      | Córdoba          | Brasil         | 2-4       | Derrota   | Copa América 2011                       |
| 21. | 7 de octubre de 2011     | Quito            | Venezuela      | 2-0       | Victoria  | Eliminatorias al Mundial Brasil 2014    |
| 22. | 11 de noviembre de 2011  | Asunción         | Paraguay       | 1-2       | Derrota   | Eliminatorias al Mundial Brasil 2014    |
| 23. | 2 de junio de 2012       | Buenos Aires     | Argentina      | 0-4       | Derrota   | Eliminatorias al Mundial Brasil 2014    |
| 24. | 10 de junio de 2012      | Quito            | Colombia       | 1-0       | Victoria  | Eliminatorias al Mundial Brasil 2014    |
| 25. | 12 de octubre de 2012    | Quito            | Chile          | 3-1       | Victoria  | Eliminatorias al Mundial Brasil 2014    |
| 26. | 17 de octubre de 2012    | Puerto La Cruz   | Venezuela      | 1-1       | Empate    | Eliminatorias al Mundial Brasil 2014    |
| 27. | 6 de febrero de 2013     | Guimarães        | Portugal       | 3-2       | Victoria  | Amistoso                                |
| 28. | 21 de marzo de 2013      | Quito            | El Salvador    | 5-0       | Victoria  | Amistoso                                |
| 29. | 26 de marzo de 2013      | Quito            | Paraguay       | 4-1       | Victoria  | Eliminatorias al Mundial Brasil 2014    |
| 30. | 29 de mayo de 2013       | Palm Beach       | Alemania       | 2-4       | Derrota   | Amistoso                                |
| 31. | 7 de junio de 2013       | Lima             | Perú           | 0-1       | Derrota   | Eliminatorias al Mundial Brasil 2014    |
| 32. | 11 de junio de 2013      | Quito            | Argentina      | 1-1       | Empate    | Eliminatorias al Mundial Brasil 2014    |
| 33. | 14 de agosto de 2013     | Guayaquil        | España         | 0-2       | Derrota   | Amistoso                                |
| 34. | 6 de septiembre de 2013  | Barranquilla     | Colombia       | 0-1       | Derrota   | Eliminatorias al Mundial Brasil 2014    |
| 35. | 10 de septiembre de 2013 | La Paz           | Bolivia        | 1-1       | Empate    | Eliminatorias al Mundial Brasil 2014    |
| 36. | 11 de octubre de 2013    | Quito            | Uruguay        | 1-0       | Victoria  | Eliminatorias al Mundial Brasil 2014    |
| 37. | 15 de octubre de 2013    | Santiago         | Chile          | 1-2       | Derrota   | Eliminatorias al Mundial Brasil 2014    |
| 38. | 15 de noviembre de 2013  | Nueva Jersey     | Argentina      | 0-0       | Empate    | Amistoso                                |
| 39. | 19 de noviembre de 2013  | Houston          | Honduras       | 2-2       | Empate    | Amistoso                                |
| 40. | 5 de marzo de 2014       | Londres          | Australia      | 4-3       | Victoria  | Amistoso                                |
| 41. | 17 de mayo de 2014       | Ámsterdam        | Países Bajos   | 1-1       | Empate    | Amistoso                                |
| 42. | 4 de junio de 2014       | Miami            | Inglaterra     | 2-2       | Empate    | Amistoso                                |
| 43. | 15 de junio de 2014      | Brasilia         | Suiza          | 1-2       | Derrota   | Mundial Brasil 2014                     |
| 44. | 20 de junio de 2014      | Curitiba         | Honduras       | 2-1       | Victoria  | Mundial Brasil 2014                     |
| 45. | 25 de junio de 2014      | Río de Janeiro   | Francia        | 0-0       | Empate    | Mundial Brasil 2014                     |
| 46. | 6 de septiembre de 2014  | Fort Lauderdale  | Bolivia        | 4-0       | Victoria  | Amistoso                                |
| 47. | 9 de septiembre de 2014  | Nueva York       | Brasil         | 0-1       | Derrota   | Amistoso                                |
| 48. | 10 de octubre de 2014    | East Hartford    | Estados Unidos | 1-1       | Empate    | Amistoso                                |
| 49. | 14 de octubre de 2014    | Nueva York       | El Salvador    | 5-1       | Victoria  | Amistoso                                |
| 50. | 28 de marzo de 2015      | Los Ángeles      | México         | 0-1       | Derrota   | Amistoso                                |
| 51. | 31 de marzo de 2015      | Nueva York       | Argentina      | 1-2       | Derrota   | Amistoso                                |
| 52. | 3 de junio de 2015       | Ciudad de Panamá | Panamá         | 1-1       | Empate    | Amistoso                                |
| 53. | 6 de junio de 2015       | Guayaquil        | Panamá         | 4-0       | Victoria  | Amistoso                                |
| 54. | 11 de junio de 2015      | Santiago         | Chile          | 0-2       | Derrota   | Copa América 2015                       |
| 55. | 15 de junio de 2015      | Valparaíso       | Bolivia        | 2-3       | Derrota   | Copa América 2015                       |
| 56. | 19 de junio de 2015      | Rancagua         | México         | 2-1       | Victoria  | Copa América 2015                       |
| 57. | 8 de septiembre de 2015  | Quito            | Honduras       | 2-0       | Victoria  | Amistoso                                |
| 58. | 8 de octubre de 2015     | Buenos Aires     | Argentina      | 2-0       | Victoria  | Eliminatorias al Mundial Rusia 2018     |
| 59. | 13 de octubre de 2015    | Quito            | Bolivia        | 2-0       | Victoria  | Eliminatorias al Mundial Rusia 2018     |
| 60. | 12 de noviembre de 2015  | Quito            | Uruguay        | 2-1       | Victoria  | Eliminatorias al Mundial Rusia 2018     |
| 61. | 17 de noviembre de 2015  | Puerto Ordaz     | Venezuela      | 3-1       | Victoria  | Eliminatorias al Mundial Rusia 2018     |
| 62. | 24 de marzo de 2016      | Quito            | Paraguay       | 2-2       | Empate    | Eliminatorias al Mundial Rusia 2018     |
| 63. | 29 de marzo de 2016      | Barranquilla     | Colombia       | 1-3       | Derrota   | Eliminatorias al Mundial Rusia 2018     |
| 64. | 25 de mayo de 2016       | Dallas           | Estados Unidos | 0-1       | Derrota   | Amistoso                                |
| 65. | 4 de junio de 2016       | Pasadena         | Brasil         | 0-0       | Empate    | Copa América 2016                       |
| 66. | 8 de junio de 2016       | Glendale         | Perú           | 2-2       | Empate    | Copa América 2016                       |
| 67. | 12 de junio de 2016      | East Rutherford  | Haití          | 4-0       | Victoria  | Copa América 2016                       |
| 68. | 16 de junio de 2016      | Seattle          | Estados Unidos | 1-2       | Derrota   | Copa América 2016                       |
| 69. | 1 de septiembre de 2016  | Quito            | Brasil         | 0-3       | Derrota   | Eliminatorias al Mundial Rusia 2018     |
| 70. | 6 de septiembre de 2016  | Lima             | Perú           | 1-2       | Derrota   | Eliminatorias al Mundial Rusia 2018     |
| 71. | 6 de octubre de 2016     | Quito            | Chile          | 3-0       | Victoria  | Eliminatorias al Mundial Rusia 2018     |
| 72. | 11 de octubre de 2016    | La Paz           | Bolivia        | 2-2       | Empate    | Eliminatorias al Mundial Rusia 2018     |
| 73. | 10 de noviembre de 2016  | Montevideo       | Uruguay        | 1-2       | Derrota   | Eliminatorias al Mundial Rusia 2018     |
| 74. | 15 de noviembre de 2016  | Quito            | Venezuela      | 3-0       | Victoria  | Eliminatorias al Mundial Rusia 2018     |
| 75. | 23 de marzo de 2017      | Asunción         | Paraguay       | 1-2       | Derrota   | Eliminatorias al Mundial Rusia 2018     |
| 76. | 31 de agosto de 2017     | Porto Alegre     | Brasil         | 0-2       | Derrota   | Eliminatorias al Mundial Rusia 2018     |
| 77. | 5 de septiembre de 2017  | Quito            | Perú           | 1-2       | Derrota   | Eliminatorias al Mundial Rusia 2018     |
| 78. | 26 de marzo de 2019      | Harrison         | Honduras       | 0-0       | Empate    | Amistoso                                |
| 79. | 13 de octubre de 2020    | Quito            | Uruguay        | 4-2       | Victoria  | Eliminatorias al Mundial Catar 2022     |
| 80. | 29 de marzo de 2021      | Sangolquí        | Bolivia        | 2-1       | Victoria  | Amistoso                                |
| 81. | 8 de junio de 2021       | Quito            | Perú           | 1-2       | Derrota   | Eliminatorias al Mundial Catar 2022     |
| 82. | 20 de junio de 2021      | Río de Janeiro   | Venezuela      | 2-2       | Empate    | Copa América 2021                       |
| 83. | 23 de junio de 2021      | Goiânia          | Perú           | 2-2       | Empate    | Copa América 2021                       |

### Goles internacionales
| \| N.° \| Fecha \| Lugar \| Rival \| Gol \| Resultado \| Resultado \| Competición \| \| --- \| ----------------------- \| ------------------------------------------------- \| -------- \| --- \| --------- \| --------- \| -------------------------- \| \| 1. \| 29 de marzo de 2009 \| Estadio Olímpico Atahualpa, Quito. Ecuador \| Brasil \| 1–1 \| 1–1 \| Empate \| Eliminatorias Mundial 2010 \| \| 2. \| 1 de abril de 2009 \| Estadio Olímpico Atahualpa, Quito. Ecuador \| Paraguay \| 1–0 \| 1–1 \| Empate \| Eliminatorias Mundial 2010 \| \| 3. \| 6 de septiembre de 2014 \| Lockhart Stadium, Fort Lauderdale, Estados Unidos \| Bolivia \| 1–0 \| 4–0 \| Victoria \| Amistoso \| \| 4. \| 12 de junio de 2016 \| MetLife Stadium, East Rutherford, Estados Unidos \| Haití \| 3–0 \| 4–0 \| Victoria \| Copa América Centenario \| |                         |                                                   |          |     |           |           |                            |
| N.° | Fecha                   | Lugar                                             | Rival    | Gol | Resultado | Resultado | Competición                |
| 1. | 29 de marzo de 2009     | Estadio Olímpico Atahualpa, Quito. Ecuador        | Brasil   | 1–1 | 1–1       | Empate    | Eliminatorias Mundial 2010 |
| 2. | 1 de abril de 2009      | Estadio Olímpico Atahualpa, Quito. Ecuador        | Paraguay | 1–0 | 1–1       | Empate    | Eliminatorias Mundial 2010 |
| 3. | 6 de septiembre de 2014 | Lockhart Stadium, Fort Lauderdale, Estados Unidos | Bolivia  | 1–0 | 4–0       | Victoria  | Amistoso                   |
| 4. | 12 de junio de 2016     | MetLife Stadium, East Rutherford, Estados Unidos  | Haití    | 3–0 | 4–0       | Victoria  | Copa América Centenario    |

## Estadísticas

### Clubes
Actualizado al último partido disputado el 10 de diciembre de 2023.
| Club                   | Div.          | Temporada     | Liga  | Liga  | Liga   | Copas nacionales | Copas nacionales | Copas nacionales | Copas internacionales | Copas internacionales | Copas internacionales | Total | Total | Total  |
| Club                   | Div.          | Temporada     | Part. | Goles | Asist. | Part.            | Goles            | Asist.           | Part.                 | Goles                 | Asist.                | Part. | Goles | Asist. |
| ---------------------- | ------------- | ------------- | ----- | ----- | ------ | ---------------- | ---------------- | ---------------- | --------------------- | --------------------- | --------------------- | ----- | ----- | ------ |
| C. S. Emelec · Ecuador | 1.ª           | 2004          | 28    | 3     | 0      | —                | —                | —                | —                     | —                     | —                     | 28    | 3     | 0      |
| C. S. Emelec · Ecuador | 1.ª           | 2005          | 28    | 1     | 0      | —                | —                | —                | —                     | —                     | —                     | 28    | 1     | 0      |
| C. S. Emelec · Ecuador | 1.ª           | 2006          | 33    | 4     | 0      | —                | —                | —                | —                     | —                     | —                     | 33    | 4     | 0      |
| C. S. Emelec · Ecuador | Total club    | Total club    | 89    | 8     | 0      | 0                | 0                | 0                | 0                     | 0                     | 0                     | 89    | 8     | 0      |
| Rubin Kazán · Rusia    | 1.ª           | 2007          | 14    | 1     | 1      | 3                | 0                | 1                | 3                     | 0                     | 0                     | 20    | 1     | 2      |
| Rubin Kazán · Rusia    | 1.ª           | 2008          | 21    | 7     | 2      | 1                | 0                | 0                | —                     | —                     | —                     | 22    | 7     | 2      |
| Rubin Kazán · Rusia    | 1.ª           | 2009          | 22    | 2     | 3      | 3                | 0                | 0                | 6                     | 0                     | 0                     | 31    | 2     | 3      |
| Rubin Kazán · Rusia    | 1.ª           | 2010          | 27    | 8     | 2      | 1                | 0                | 0                | 10                    | 3                     | 0                     | 38    | 11    | 2      |
| Rubin Kazán · Rusia    | 1.ª           | 2011-12       | 25    | 5     | 3      | 1                | 0                | 0                | 12                    | 2                     | 4                     | 38    | 7     | 7      |
| Dinamo Moscú · Rusia   | 1.ª           | 2011-12       | 11    | 0     | 1      | 2                | 0                | 0                | —                     | —                     | —                     | 13    | 0     | 1      |
| Dinamo Moscú · Rusia   | 1.ª           | 2012-13       | 27    | 5     | 2      | 2                | 0                | 0                | 2                     | 0                     | 0                     | 31    | 5     | 2      |
| Dinamo Moscú · Rusia   | 1.ª           | 2013-14       | 29    | 6     | 6      | 0                | 0                | 0                | —                     | —                     | —                     | 29    | 6     | 6      |
| Dinamo Moscú · Rusia   | 1.ª           | 2014-15       | 11    | 1     | 0      | 0                | 0                | 0                | 8                     | 0                     | 2                     | 19    | 1     | 2      |
| Dinamo Moscú · Rusia   | Total club    | Total club    | 78    | 12    | 9      | 4                | 0                | 0                | 10                    | 0                     | 2                     | 92    | 12    | 11     |
| PAOK · Grecia          | 1.ª           | 2014-15       | 17    | 2     | 1      | 0                | 0                | 0                | —                     | —                     | —                     | 17    | 2     | 1      |
| PAOK · Grecia          | Total club    | Total club    | 17    | 2     | 1      | 0                | 0                | 0                | 0                     | 0                     | 0                     | 17    | 2     | 1      |
| F. K. Rostov · Rusia   | 1.ª           | 2015-16       | 24    | 4     | 3      | 0                | 0                | 0                | —                     | —                     | —                     | 24    | 4     | 3      |
| F. K. Rostov · Rusia   | 1.ª           | 2016-17       | 26    | 2     | 3      | 0                | 0                | 0                | 14                    | 5                     | 2                     | 40    | 7     | 5      |
| F. K. Rostov · Rusia   | Total club    | Total club    | 50    | 6     | 6      | 0                | 0                | 0                | 14                    | 5                     | 2                     | 64    | 11    | 8      |
| Zenit · Rusia          | 1.ª           | 2017-18       | 2     | 0     | 1      | 1                | 0                | 1                | 6                     | 0                     | 3                     | 9     | 0     | 5      |
| Rubin Kazán · Rusia    | 1.ª           | 2017-18       | 10    | 2     | 3      | 0                | 0                | 0                | —                     | —                     | —                     | 10    | 2     | 3      |
| Rubin Kazán · Rusia    | Total club    | Total club    | 119   | 25    | 14     | 9                | 0                | 1                | 31                    | 5                     | 4                     | 159   | 30    | 19     |
| Zenit · Rusia          | 1.ª           | 2018-19       | 11    | 0     | 1      | 0                | 0                | 0                | 1                     | 1                     | 0                     | 12    | 1     | 1      |
| Zenit · Rusia          | 1.ª           | 2019-20       | 0     | 0     | 0      | 1                | 0                | 0                | —                     | —                     | —                     | 1     | 0     | 0      |
| Zenit · Rusia          | Total club    | Total club    | 13    | 0     | 2      | 2                | 0                | 1                | 7                     | 1                     | 3                     | 22    | 1     | 6      |
| P. F. C. Sochi · Rusia | 1.ª           | 2019-20       | 19    | 4     | 4      | 0                | 0                | 0                | —                     | —                     | —                     | 19    | 4     | 4      |
| P. F. C. Sochi · Rusia | 1.ª           | 2020-21       | 25    | 12    | 7      | 2                | 0                | 0                | —                     | —                     | —                     | 27    | 12    | 7      |
| P. F. C. Sochi · Rusia | 1.ª           | 2021-22       | 25    | 7     | 7      | 1                | 1                | 0                | 3                     | 2                     | 2                     | 29    | 10    | 9      |
| P. F. C. Sochi · Rusia | 1.ª           | 2022-23       | 26    | 11    | 2      | 1                | 0                | 0                | —                     | —                     | —                     | 27    | 11    | 2      |
| P. F. C. Sochi · Rusia | 1.ª           | 2023-24       | 11    | 2     | 1      | 2                | 1                | 0                | —                     | —                     | —                     | 13    | 3     | 1      |
| P. F. C. Sochi · Rusia | Total club    | Total club    | 106   | 36    | 21     | 6                | 2                | 0                | 3                     | 2                     | 2                     | 115   | 40    | 23     |
| Total carrera          | Total carrera | Total carrera | 472   | 89    | 53     | 21               | 2                | 2                | 65                    | 13                    | 13                    | 558   | 104   | 68     |
| 1. 2.                  |               |               |       |       |        |                  |                  |                  |                       |                       |                       |       |       |        |

## Palmarés

### Campeonatos nacionales
| Título                | Club        | País  | Año     |
| --------------------- | ----------- | ----- | ------- |
| Liga Premier de Rusia | Rubin Kazán | Rusia | 2008    |
| Liga Premier de Rusia | Rubin Kazán | Rusia | 2009    |
| Supercopa de Rusia    | Rubin Kazán | Rusia | 2010    |
| Liga Premier de Rusia | Zenit       | Rusia | 2018-19 |
| Liga Premier de Rusia | Zenit       | Rusia | 2019-20 |

### Distinciones individuales
| Distinción               | Año  |
| ------------------------ | ---- |
| Mejor jugador del año    | 2017 |
| 11 ideal de la temporada | 2021 |
| Mejor jugador del año    | 2021 |
| 11 ideal de la temporada | 2022 |
| Mejor jugador del año    | 2022 |